# Cyperus macer
Cyperus macer är en halvgräsart som beskrevs av Charles Baron Clarke. Cyperus macer ingår i släktet papyrusar, och familjen halvgräs. Inga underarter finns listade i Catalogue of Life.